# Genoa Cricket and Football Club 2025-2026
Questa voce raccoglie le informazioni riguardanti il Genoa Cricket and Football Club nelle competizioni ufficiali della stagione 2025-2026.

## Rosa
Rosa e numerazione aggiornate al 13 agosto 2025.
| N. |                        | Ruolo | Calciatore              |
| -- | ---------------------- | ----- | ----------------------- |
| 1  | Italia (bandiera)      | P     | Nicola Leali            |
| 31 | Svizzera (bandiera)    | P     | Benjamin Siegrist       |
| 39 | Italia (bandiera)      | P     | Daniele Sommariva       |
| 35 | Lituania (bandiera)    | P     | Ernestas Lysionok       |
| 14 | Italia (bandiera)      | D     | Alessandro Vogliacco    |
| 22 | Messico (bandiera)     | D     | Johan Vásquez           |
| 27 | Italia (bandiera)      | D     | Alessandro Marcandalli  |
| 34 | Danimarca (bandiera)   | D     | Sebastian Otoa          |
| 20 | Italia (bandiera)      | D     | Stefano Sabelli         |
| 5  | Norvegia (bandiera)    | D     | Leo Skiri Østigård      |
| 15 | Inghilterra (bandiera) | D     | Brooke Norton-Cuffy     |
| 3  | Spagna (bandiera)      | D     | Aarón Martín            |
| 77 | Islanda (bandiera)     | C     | Mikael Egill Ellertsson |
| 2  | Norvegia (bandiera)    | C     | Morten Thorsby          |
| 16 | Norvegia (bandiera)    | C     | Emil Bohinen            |

| N. |                       | Ruolo | Calciatore         |
| -- | --------------------- | ----- | ------------------ |
| 17 | Ucraina (bandiera)    | C     | Ruslan Malinovskyi |
| 8  | Romania (bandiera)    | C     | Nicolae Stanciu    |
| 32 | Danimarca (bandiera)  | C     | Morten Frendrup    |
| 73 | Italia (bandiera)     | C     | Patrizio Masini    |
| 11 | Danimarca (bandiera)  | C     | Albert Grønbæk     |
| 30 | Paraguay (bandiera)   | C     | Hugo Cuenca        |
| 10 | Brasile (bandiera)    | C     | Junior Messias     |
| 23 | Argentina (bandiera)  | C     | Valentín Carboni   |
| 40 | Italia (bandiera)     | A     | Seydou Fini        |
| 9  | Portogallo (bandiera) | A     | Vitinha            |
| 29 | Italia (bandiera)     | A     | Lorenzo Colombo    |
| 18 | Ghana (bandiera)      | A     | Caleb Ekuban       |
| 21 | Italia (bandiera)     | A     | Jeff Ekhator       |
| 45 | Nigeria (bandiera)    | A     | David Ankeye       |
| 76 | Italia (bandiera)     | A     | Lorenzo Venturino  |

## Organigramma societario
Area direttiva
- Presidente: Dan Șucu
- Amministratore Delegato: Andrés Blasquez Ceballos
- Direttore Generale: Flavio Ricciardella
- Direttore Finanziario: Stefano Vincis
- Segretario Generale: Diodato Abagnara
- Responsabile Strategico: Alessandro Galleni

Area sportiva
- Assistente Delegato: Marcel Klos
- Club Manager: Marco Rossi
- Direttore sportivo: Marco Ottolini
- Capo Scouting: Sebastian Arenz
- Coordinatore Academy: Enrico Ascheri
- Responsabile tecnico settore giovanile: Stefano Ghisleni
- Direttore Sportivo Squadra Primavera: Roberto Trapani
- Direttore sportivo Squadra Femminile: Marta Carissimi

Area medica
- Responsabile Sanitario: Alessandro Corsini
- Medico Sociale: Francesco Nuccio, Marco Stellatelli
- Fisioterapista: Davide Cornetti, Pietro Cistaro, Matteo Perasso, Federico Campofiorito

Area tecnica
- Allenatore: Patrick Vieira
- Vice allenatore: Kristian Wilson
- Match analyst: Halim Hacim, Mabae Ali, Mirco Vecchi e Lorenzo Folle
- Allenatore portieri: Alessio Scarpi
- Assistente Allenatore portieri: Stefano Raggio Garibaldi
- Assistente Tecnico: Roberto Murgita e Aitor Unzué
- Collaboratore Tecnico: Tonda Eckert
- Prepatore Atletico: Guillaume Jahier, Francesco Rolli e Gaspare Picone

## Calciomercato

### Sessione estiva(dal 1/7 al 1/9)
| Acquisti         | Acquisti                | Acquisti           | Acquisti      |
| R.               | Nome                    | Da                 | Modalità      |
| ---------------- | ----------------------- | ------------------ | ------------- |
| C                | Nicolae Stanciu         | Damac              | svincolato    |
| C                | Albert Grønbæk          | Rennes             | prestito      |
| C                | Valentín Carboni        | Inter              | prestito      |
| A                | Lorenzo Colombo         | Milan              | prestito      |
| D                | Leo Skiri Østigård      | Rennes             | prestito      |
| C                | Mikael Egill Ellertsson | Venezia            | fine prestito |
| D                | Alessandro Vogliacco    | Parma              | fine prestito |
| D                | Alessandro Marcandalli  | Venezia            | fine prestito |
| C                | Emil Bohinen            | Frosinone          | fine prestito |
| A                | Seydou Fini             | Excelsior          | fine prestito |
| A                | Güven Yalçın            | Arouca             | fine prestito |
| C                | Mattia Aramu            | Mantova            | fine prestito |
| A                | David Ankeye            | Rapid Bucarest     | fine prestito |
| A                | Federico Accornero      | Trento             | fine prestito |
| Altre operazioni |                         |                    |               |
| R.               | Nome                    | Da                 | Modalità      |
| A                | Christos Papadopoulos   | Juventus Next Gen  | fine prestito |
| A                | Alessandro De Benedetti | Mantova            | fine prestito |
| D                | Gabriele Calvani        | Brescia            | fine prestito |
| A                | Elia Petrelli           | Forlì              | fine prestito |
| D                | Tommaso Pittino         | Lumezzane          | fine prestito |
| C                | Daniel Fossati          | Carpi              | fine prestito |
| A                | Lorenzo Gagliardi       | Novara             | fine prestito |
| A                | Adam Zulevic            | Zemplín Michalovce | definitivo    |

| Cessioni         | Cessioni           | Cessioni      | Cessioni                    |
| R.               | Nome               | A             | Modalità                    |
| ---------------- | ------------------ | ------------- | --------------------------- |
| A                | Albert Guðmundsson | Fiorentina    | definitivo (13 mln + bonus) |
| D                | Honest Ahanor      | Atalanta      | definitivo (17 mln + bonus) |
| D                | Mattia Bani        | Palermo       | definitivo                  |
| D                | Koni De Winter     | Milan         | definitivo (20 mln)         |
| D                | Alan Matturro      | Levante       | prestito                    |
| A                | Andrea Pinamonti   | Sassuolo      | fine prestito               |
| D                | Alessandro Zanoli  | Napoli        | fine prestito               |
| C                | Fabio Miretti      | Juventus      | fine prestito               |
| C                | Jean Onana         | Beşiktaş      | fine prestito               |
| C                | Lior Kassa         | Maccabi Haifa | fine prestito               |
| A                | Maxwel Cornet      | West Ham Utd  | fine prestito               |
| A                | Federico Accornero | Carrarese     | definitivo                  |
| C                | Mattia Aramu       |               | risoluzione contratto       |
| A                | Güven Yalçın       | Alanyaspor    | risoluzione contratto       |
| A                | Andrea Favilli     | Avellino      | fine contratto              |
| C                | Milan Badelj       |               | fine contratto              |
| A                | Mario Balotelli    |               | fine contratto              |
| D                | Lennart Czyborra   |               | fine contratto              |
| Altre operazioni |                    |               |                             |
| R.               | Nome               | A             | Modalità                    |
| D                | Federico Valietti  | Trapani       | definitivo                  |
| D                | Gabriele Calvani   | Frosinone     | prestito                    |
| D                | Tommaso Pittino    | Mantova       | prestito                    |
| A                | Lorenzo Gagliardi  | Pineto        | prestito                    |
| A                | Elia Petrelli      | Forlì         | fine contratto              |
| P                | Simone Calvani     | Forlì         | prestito                    |

## Risultati

### Serie A

#### Girone di andata
| Genova 23 agosto 2025, ore 18:30 CEST 1ª giornata | Genoa | – | Lecce | Stadio Luigi Ferraris |

| Genova 31 agosto 2025, ore 18:30 CEST 2ª giornata | Genoa | – | Juventus | Stadio Luigi Ferraris |

| Como 15 settembre 2025, ore 20:45 CEST 3ª giornata | Como | – | Genoa | Stadio Giuseppe Sinigaglia |

| Bologna 21 settembre 2025, ore CEST 4ª giornata | Bologna | – | Genoa | Stadio Renato Dall'Ara |

| Genova 28 settembre 2025, ore CEST 5ª giornata | Genoa | – | Lazio | Stadio Luigi Ferraris |

| Napoli 5 ottobre 2025, ore CEST 6ª giornata | Napoli | – | Genoa | Stadio Diego Armando Maradona |

| Genova 19 ottobre 2025, ore CEST 7ª giornata | Genoa | – | Parma | Stadio Luigi Ferraris |

| Torino 26 ottobre 2025, ore CEST 8ª giornata | Torino | – | Genoa | Stadio Olimpico Grande Torino |

| Genova 29 ottobre 2025, ore CEST 9ª giornata | Genoa | – | Cremonese | Stadio Luigi Ferraris |

| Reggio Emilia 02 novembre 2025, ore CET 10ª giornata | Sassuolo | – | Genoa | Mapei Stadium - Città del Tricolore |

| Genova 9 novembre 2025, ore CET 11ª giornata | Genoa | – | Fiorentina | Stadio Luigi Ferraris |

| Cagliari 23 novembre 2025, ore CET 12ª giornata | Cagliari | – | Genoa | Unipol Domus |

| Genova 30 novembre 2025, ore CET 13ª giornata | Genoa | – | Verona | Stadio Luigi Ferraris |

| Udine 7 dicembre 2025, ore CET 14ª giornata | Udinese | – | Genoa | Bluenergy Stadium |

| Genova 14 dicembre 2025, ore CET 15ª giornata | Genoa | – | Inter | Stadio Luigi Ferraris |

| Genova 21 dicembre 2025, ore CET 16ª giornata | Genoa | – | Atalanta | Stadio Luigi Ferraris |

| Roma 28 dicembre 2025, ore CET 17ª giornata | Roma | – | Genoa | Stadio Olimpico (Roma) |

| Genova 3 gennaio 2026, ore CET 18ª giornata | Genoa | – | Pisa | Stadio Luigi Ferraris |

| Milano 6 gennaio 2026, ore CET 19ª giornata | Milan | – | Genoa | Stadio Giuseppe Meazza |

#### Girone di ritorno
| Genova 11 gennaio 2026, ore CET 20ª giornata | Genoa | – | Cagliari | Stadio Luigi Ferraris |

| Parma 18 gennaio 2026, ore CET 21ª giornata | Parma | – | Genoa | Stadio Ennio Tardini |

| Genova 25 gennaio 2025, ore CET 22ª giornata | Genoa | – | Bologna | Stadio Luigi Ferraris |

| Roma 1 febbraio 2026, ore CET 23ª giornata | Lazio | – | Genoa | Stadio Olimpico (Roma) |

| Genova 8 febbraio 2026, ore CET 24ª giornata | Genoa | – | Napoli | Stadio Luigi Ferraris |

| Cremona 15 febbraio 20256, ore CET 25ª giornata | Cremonese | – | Genoa | Stadio Giovanni Zini |

| Genova 22 febbraio 2026, ore CET 26ª giornata | Genoa | – | Torino | Stadio Luigi Ferraris |

| Milano 1 marzo 2026, ore CET 27ª giornata | Inter | – | Genoa | Stadio Giuseppe Meazza |

| Genova 8 marzo 2026, ore CET 28ª giornata | Genoa | – | Roma | Stadio Luigi Ferraris |

| Verona 15 marzo 2026, ore CET 29ª giornata | Verona | – | Genoa | Stadio Marcantonio Bentegodi |

| Genova 22 marzo 2026, ore CET 30ª giornata | Genoa | – | Udinese | Stadio Luigi Ferraris |

| Torino 5 aprile 2026, ore CEST 31ª giornata | Juventus | – | Genoa | Juventus Stadium |

| Genova 12 aprile 2026, ore CEST 32ª giornata | Genoa | – | Sassuolo | Stadio Luigi Ferraris (27 724 spett.) |

| Pisa 19 aprile 2026, ore CEST 33ª giornata | Pisa | – | Genoa | Stadio Arena Garibaldi-Romeo Anconetani |

| Genova 26 aprile 2026, ore CEST 34ª giornata | Genoa | – | Como | Stadio Luigi Ferraris |

| Bergamo 3 maggio 2026, ore CEST 35ª giornata | Atalanta | – | Genoa | Stadio Atleti Azzurri d'Italia |

| Firenze 10 maggio 2026, ore CEST 36ª giornata | Fiorentina | – | Genoa | Stadio Artemio Franchi |

| Genova 17 maggio 2026, ore CEST 37ª giornata | Genoa | – | Milan | Stadio Luigi Ferraris |

| Lecce 24 maggio 2026, ore CEST 38ª giornata | Lecce | – | Genoa | Stadio Via del mare |

### Coppa Italia

#### Turni eliminatori
| Arbitro: | Ferrieri Caputi (Livorno) |

|                                               |           |  |
| Carboni 40’ Benassai 45+1’ (aut.) Stanciu 53’ | Marcatori |  |

## Statistiche

### Statistiche di squadra
Statistiche aggiornate al 15 agosto 2025
| Competizione | Punti | In casa | In casa | In casa | In casa | In casa | In casa | In trasferta | In trasferta | In trasferta | In trasferta | In trasferta | In trasferta | Totale | Totale | Totale | Totale | Totale | Totale | DR |
| Competizione | Punti | G       | V       | N       | P       | Gf      | Gs      | G            | V            | N            | P            | Gf           | Gs           | G      | V      | N      | P      | Gf     | Gs     | DR |
| ------------ | ----- | ------- | ------- | ------- | ------- | ------- | ------- | ------------ | ------------ | ------------ | ------------ | ------------ | ------------ | ------ | ------ | ------ | ------ | ------ | ------ | -- |
| Serie A      | 0     | 0       | 0       | 0       | 0       | 0       | 0       | 0            | 0            | 0            | 0            | 0            | 0            | 0      | 0      | 0      | 0      | 0      | 0      | 0  |
| Coppa Italia | -     | 1       | 1       | 0       | 0       | 3       | 0       | 0            | 0            | 0            | 0            | 0            | 0            | 1      | 1      | 0      | 0      | 3      | 0      | +3 |
| Totale       | -     | 1       | 1       | 0       | 0       | 3       | 0       | 0            | 0            | 0            | 0            | 0            | 0            | 1      | 1      | 0      | 0      | 3      | 0      | +3 |

### Andamento in campionato
| Giornata  | 1 | 2 | 3 | 4 | 5 | 6 | 7 | 8 | 9 | 10 | 11 | 12 | 13 | 14 | 15 | 16 | 17 | 18 | 19 | 20 | 21 | 22 | 23 | 24 | 25 | 26 | 27 | 28 | 29 | 30 | 31 | 32 | 33 | 34 | 35 | 36 | 37 | 38 |
| --------- | - | - | - | - | - | - | - | - | - | -- | -- | -- | -- | -- | -- | -- | -- | -- | -- | -- | -- | -- | -- | -- | -- | -- | -- | -- | -- | -- | -- | -- | -- | -- | -- | -- | -- | -- |
| Luogo     | C | C | T | T | C | T | C | T | C | T  | C  | T  | C  | T  | C  | C  | T  | C  | T  | C  | T  | C  | T  | C  | T  | C  | T  | C  | T  | C  | T  | C  | T  | C  | T  | T  | C  | T  |
| Risultato |   |   |   |   |   |   |   |   |   |    |    |    |    |    |    |    |    |    |    |    |    |    |    |    |    |    |    |    |    |    |    |    |    |    |    |    |    |    |
| Posizione |   |   |   |   |   |   |   |   |   |    |    |    |    |    |    |    |    |    |    |    |    |    |    |    |    |    |    |    |    |    |    |    |    |    |    |    |    |    |

Fonte:  Serie A, su calcio.com.
Legenda:

Luogo: C = Casa; T = Trasferta. Risultato: V = Vittoria; N = Pareggio; P = Sconfitta.

### Statistiche dei giocatori
- Statistiche aggiornate al 15 agosto 2025
- NB: per i portieri vengono contate le reti subite

| Giocatore       | Serie A  | Serie A | Serie A     | Serie A    | Coppa Italia | Coppa Italia | Coppa Italia | Coppa Italia | Totale   | Totale | Totale      | Totale     |
| Giocatore       | Presenze | Reti    | Ammonizioni | Espulsioni | Presenze     | Reti         | Ammonizioni  | Espulsioni   | Presenze | Reti   | Ammonizioni | Espulsioni |
| --------------- | -------- | ------- | ----------- | ---------- | ------------ | ------------ | ------------ | ------------ | -------- | ------ | ----------- | ---------- |
| N. Leali        | 0        | 0       | 0           | 0          | 1            | -0           | 0            | 0            | 1        | 0      | 0           | 0          |
| B. Siegrist     | 0        | 0       | 0           | 0          | 0            | 0            | 0            | 0            | 0        | 0      | 0           | 0          |
| D. Sommariva    | 0        | 0       | 0           | 0          | 0            | 0            | 0            | 0            | 0        | 0      | 0           | 0          |
| A. Martín       | 0        | 0       | 0           | 0          | 1            | 0            | 0            | 0            | 1        | 0      | 0           | 0          |
| A. Marcandalli  | 0        | 0       | 0           | 0          | 1            | 0            | 0            | 0            | 1        | 0      | 0           | 0          |
| J. Vásquez      | 0        | 0       | 0           | 0          | 1            | 0            | 0            | 0            | 1        | 0      | 0           | 0          |
| S. Otoa         | 0        | 0       | 0           | 0          | 0            | 0            | 0            | 0            | 0        | 0      | 0           | 0          |
| A. Vogliacco    | 0        | 0       | 0           | 0          | 0            | 0            | 0            | 0            | 0        | 0      | 0           | 0          |
| L. Østigård     | 0        | 0       | 0           | 0          | 1            | 0            | 0            | 0            | 1        | 0      | 0           | 0          |
| S. Sabelli      | 0        | 0       | 0           | 0          | 0            | 0            | 0            | 0            | 0        | 0      | 0           | 0          |
| B. Norton-Cuffy | 0        | 0       | 0           | 0          | 1            | 0            | 0            | 0            | 1        | 0      | 0           | 0          |
| M. Frendrup     | 0        | 0       | 0           | 0          | 1            | 0            | 0            | 0            | 1        | 0      | 0           | 0          |
| M. Thorsby      | 0        | 0       | 0           | 0          | 0            | 0            | 0            | 0            | 0        | 0      | 0           | 0          |
| M.E. Ellertsson | 0        | 0       | 0           | 0          | 0            | 0            | 0            | 0            | 0        | 0      | 0           | 0          |
| E. Bohinen      | 0        | 0       | 0           | 0          | 0            | 0            | 0            | 0            | 0        | 0      | 0           | 0          |
| P. Masini       | 0        | 0       | 0           | 0          | 1            | 0            | 0            | 0            | 1        | 0      | 0           | 0          |
| R. Malinovskyi  | 0        | 0       | 0           | 0          | 1            | 0            | 0            | 0            | 1        | 0      | 0           | 0          |
| N. Stanciu      | 0        | 0       | 0           | 0          | 1            | 1            | 0            | 0            | 1        | 1      | 0           | 0          |
| A. Grønbæk      | 0        | 0       | 0           | 0          | 1            | 0            | 0            | 0            | 1        | 0      | 0           | 0          |
| J. Messias      | 0        | 0       | 0           | 0          | 1            | 0            | 0            | 0            | 1        | 0      | 0           | 0          |
| V. Carboni      | 0        | 0       | 0           | 0          | 1            | 1            | 0            | 0            | 1        | 1      | 0           | 0          |
| C. Ekuban       | 0        | 0       | 0           | 0          | 0            | 0            | 0            | 0            | 0        | 0      | 0           | 0          |
| H. Cuenca       | 0        | 0       | 0           | 0          | 0            | 0            | 0            | 0            | 0        | 0      | 0           | 0          |
| J. Ekhator      | 0        | 0       | 0           | 0          | 0            | 0            | 0            | 0            | 0        | 0      | 0           | 0          |
| L. Colombo      | 0        | 0       | 0           | 0          | 1            | 0            | 0            | 0            | 1        | 0      | 0           | 0          |
| S. Fini         | 0        | 0       | 0           | 0          | 0            | 0            | 0            | 0            | 0        | 0      | 0           | 0          |
| D. Ankeye       | 0        | 0       | 0           | 0          | 0            | 0            | 0            | 0            | 0        | 0      | 0           | 0          |
| L. Venturino    | 0        | 0       | 0           | 0          | 1            | 0            | 0            | 0            | 1        | 0      | 0           | 0          |
| V. Vitinha      | 0        | 0       | 0           | 0          | 1            | 0            | 0            | 0            | 1        | 0      | 0           | 0          |